# Mazdago
Il Mazdago  o Mazda DA fu un motocarro a tre ruote prodotto nel 1931 dalla Mitsubishi, in seguito divenne il primo veicolo prodotto dalla neonata Mazda.

## Caratteristiche
Il Mazdago, in virtù di essere un motocarro, è dotato di caratteristiche che lo accomuna con le normali motociclette: come il manubrio e la sella, ma è anche fornito di un cassone collocato sul retrotreno per il trasporto di materiale; Secondo alcune fonti è considerato il primo Tuk-tuk della storia.
Dal 1931 fino al 1936, Il Mazdago veniva venduto dalla rete di vendita della Mitsubishi, difatti sopra al nome Mazda è recata l'elica rossa a 3 punte della Mitsubishi.

### Meccanica
Il propulsore è un monocilindrico da 482 cm³ raffreddato ad aria che è in grado di erogare circa 9 CV.

## Dopoguerra
Negli anni che seguirono il secondo conflitto mondiale, la Mazda, dopo aver rimesso in piedi la propria industria danneggiata in parte dall'ordigno nucleare, immesse sul mercato un altro tipo di motocarro dalle linee più moderne, come il K360 e il T-2000.